# Suicide Room
Suicide Room is de internationale Engelse titel van de Poolse film Sala samobójców. De film uit 2011 won verschillende filmprijzen waaronder een Zilveren Leeuw tijdens het Poolse Filmfestival in Gdynia, Le Reflet d’Or in Genève en een Gouden Eend.

## Verhaal
De puber Dominik Santorski heeft alles wat hij zich kan wensen maar zijn drukbezette ouders kunnen hem onvoldoende aandacht geven. Hij trekt zich terug en meet zich een emo-uiterlijk aan nadat hij wordt gepest met een filmpje dat voor de grap is opgenomen, waarin hij een jongen kust. Op internet ontmoet hij het meisje Sylwia dat hem uitnodigt voor het 3D-sociale netwerk "Zelfmoordruimte". Sylwia snijdt zichzelf, komt al jaren niet meer op straat en wil zelfmoord plegen met een overdosis pillen en alcohol. Ze vraagt Dominik pillen voor haar te regelen. Terwijl hij een emotionele band opbouwt met Sylwia verliest hij het contact met zijn omgeving. Als zijn ouders een psychiater voor Dominik inhuren, heeft hij kans aan pillen te komen.

## Rolverdeling
- Jakub Gierszał − als Dominik Santorski
- Roma Gąsiorowska − als Sylwia
- Agata Kulesza − als Beata Santorska (moeder)
- Krzysztof Pieczyński − als Andrzej Santorski (vader)
- Filip Bobek − als Marcin
- Bartosz Gelner − als Aleksander
- Danuta Borsuk − als Nadia
- Piotr Nowak − als Jacek (chauffeur)
- Krzysztof Dracz − als minister
- Aleksandra Hamkało − als Karolina
- Aleksandra Radwańska − als meisje
- Kinga Preis − als psychiater
- Anna Ilczuk − als Ada
- Bartosz Porczyk − als stylist
- Wiesław Komasa − als schooldirecteur
- Karolina Dryzner − als Jowita
- Ewelina Paszke − als echtgenote van de minister
- Tomasz Schuchardt − als jongen in de nachtclub
- Paulina Chapko − als verpleegster

## Soundtrack
De soundtrack werd op 4 april 2011 uitgegeven door Gusstaff Records.
1. Adam Walicki – "Romans"
2. Kyst – "Grass So Bright"
3. Rykarda Parasol – "Baudelaire"
4. Stereo Total – "C'est la mort"
5. Jacaszek – "Innerperspective"
6. Kyst – "Climb Over"
7. Jacaszek – "Introspection"
8. Wet Fingers – "Turn Me On"
9. Jacaszek – "Introspective"
10. Billy Talent – "Nothing to Lose"
11. Billy Talent - "White Sparrows"
12. Jacaszek – "Introspective"
13. Blakfish – "Jeremy Kyle is a Marked Man"
14. Jacaszek – "Selfescape"
15. Jacaszek – "Inscape"
16. Kyst – "How I Want"
17. Jacaszek – "Selfescape"
18. Chouchou – "Sign 0"
19. Włodek Pawlik Qartet featuring Randy Brecker – "Sally with Randy"
20. Wet Fingers – "Rock with me pumpin trump"
21. Magdalena Żuk – "Mazurek op 17 nr 4" (Chopin)
22. Rykarda Parasol – "Cherry is Gone"